# Atelopus mindoensis
Atelopus mindoensis är en groddjursart som beskrevs av Peters 1973. Atelopus mindoensis ingår i släktet Atelopus och familjen paddor. IUCN kategoriserar arten globalt som akut hotad. Inga underarter finns listade.